# Chiesa della Beata Vergine della Neve (Pabillonis)
La chiesa della Beata Vergine della Neve è un edificio religioso situato a Pabillonis, centro abitato della Sardegna sud-occidentale. Consacrata al culto cattolico, è sede dell'omonima parrocchia e fa parte della diocesi di Ales-Terralba.
In base alla testimonianza dello storico e teologo Salvatore Vidal (1575-1647) la chiesa risalirebbe al XVI secolo; venne poi ampliata nel Settecento. L'edificio presenta una facciata semplice con ampio portale incorniciato da grandi lesene; l'aula è trinavata e ha copertura a botte sorretta da sottarchi a tutto sesto. 
Nella chiesa è presente un tabernacolo ligneo del XVII secolo, opera attribuita a Giovanni Angelo Puxeddu - in parte rovinato a causa di un rovinoso incendio - e un organo realizzato a fine Ottocento; sono inoltre conservati affreschi, statue e diversi pregevoli oggetti sacri.

## Bibliografia

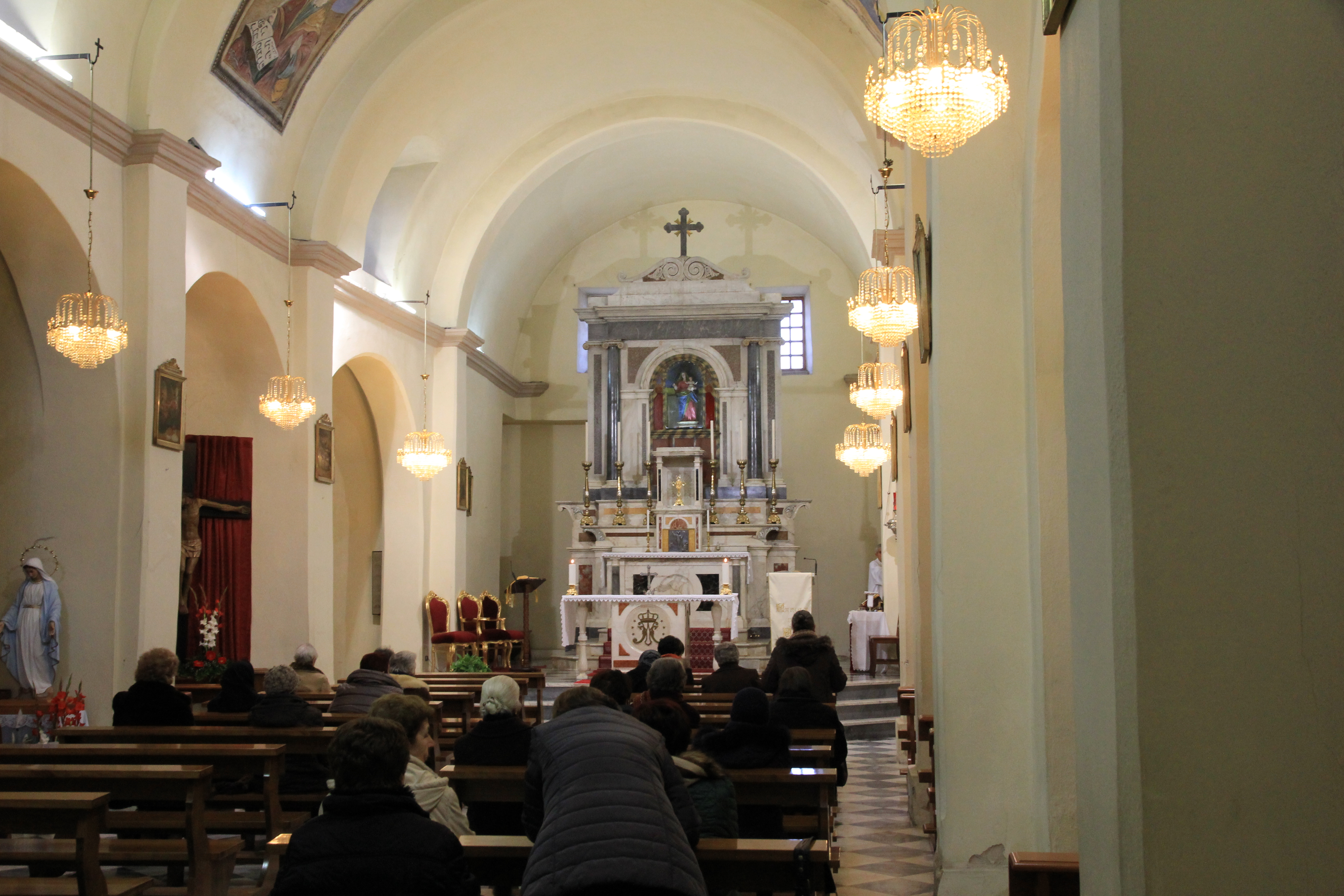